# Stade Marseillais UC (handboll)
Stade Marseillais Université Club (akronym: SMUC), från Marseille i Frankrike, syftar på Stade Marseillais Université Clubs handbollssektion som skapades 1941.

## OM Vitrolles
1988 gick SMUC ihop med Vitrolles HB och bildade Vitrolles Stade Marseillais Université Club Handball. Året efter bytte laget namn till OM Vitrolles (Olympique de Marseille Vitrolles) för att det fungerade som fotbollsklubben Olympique de Marseilles handbollssektion. Mellan 1989 och 1996 spelade laget under detta namn. Under denna tid blev klubben bland annat franska mästare två gånger (1994 och 1996) och gick till final i Cupvinnarcupen två gånger (1993 och 1994). 1993 vann man mot Fotex Veszprém SE och 1994 blev det förlust mot FC Barcelona.
Sommaren 1996 gick laget i konkurs och flyttades ner till tredje divisionen för att börja om under ursprungsnamnet Stade Marseillais Université Club. En orsak till konkursen var Olympique de Marseilles mutskandal ihop med Valenciennes FC 1993. I och med att Olympique de Marseille flyttades ner tillsammans med Valenciennes FC som straff, ströp Olympique de Marseille det ekonomiska stödet till dess handbollssektion, OM Vitrolles, för att minska utgifterna.

## Meriter
SMUC
- Championnat de France: 5 (1965, 1967, 1969, 1975, 1984)
- Coupe de France: 1 (1976)

OM Vitrolles
- Championnat de France: 2 (1994, 1996)
- Coupe de France: 2 (1993, 1995)
- Cupvinnarcupen: 1 (1993)